# Antonuzzo Gagini
Antonuzzo Gagini (Caltagirone, ... – Caltagirone, 1627) è stato uno scultore italiano.

## Biografia
Antonuzzo Gagini altrimenti noto come Antoniuzzo, figlio di Giandomenico Gagini e padre di Giandomenico Gagini junior, appartiene alla quarta generazione della corrente lombardo-ticinese dei Gagini o Gaggini in Sicilia. Anch'egli scultore, seguendo la tradizione familiare per la statuaria, la scultura e architettura.
La sua presenza a Caltagirone è documentata dal 1583 al 1602.
Opera particolarmente a Caltagirone, Ferrara dal 1576 al 1627.

## Opere

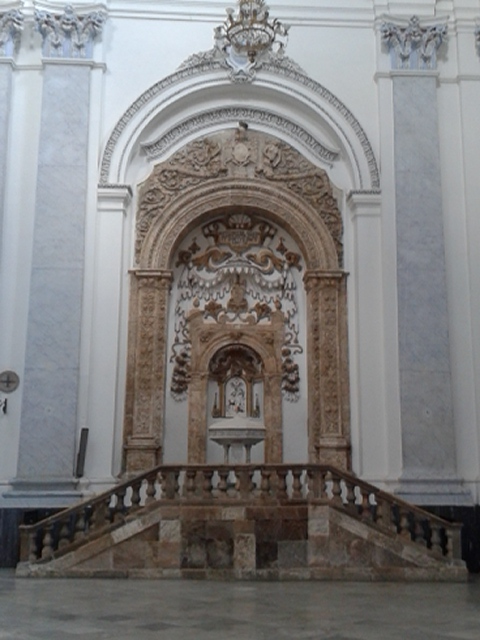
Battistero Cappella Trigona.

### Catania e provincia
Caltagirone
- 1550c., Portale, manufatto marmoreo e sculture ornamentali nel prospetto in collaborazione con il padre Giandomenico Gagini nel Palazzo Senatorio Calatino ora Galleria Luigi Sturzo.
- 1583, Portale, manufatto marmoreo, opera intagliata detta Porta delle Reliquie nel transetto sinistro della Cappella del Santissimo Sacramento della chiesa di San Giacomo.[1]
- 1583, Stemma, manufatto marmoreo, opera ubicata sulla porta del convento di Santa Maria di Gesù.[2]
- 1583 - 1586, Convento dell'Annunziata, manufatto architettonico, partecipazione ai lavori del convento dell'Annunziata.[3]
- 1586, Portale, manufatto marmoreo, opera presente nella Cappella del Santissimo Sacramento della chiesa di San Giacomo.
- 1601 e ss., Corte Capitaniale, manufatto architettonico, realizzazione di prospetto di palazzo in collaborazione con il figlio Giandomenico Gagini junior e del nipote Francesco Gagini junior.
- 1602 e ss., Chiostro, manufatto architettonico, realizzazione di due chiostri e relativi portici in collaborazione con il figlio Giandomenico Gagini junior per il convento di San Francesco d'Assisi dell'Ordine dei frati minori conventuali.[4]
- 1592, Chiesa di San Francesco d'Assisi all'Immacolata, manufatto architettonico, in collaborazione con il figlio Giandomenico Gagini junior, chiesa di San Francesco d'Assisi all'Immacolata.[4]
- XVI secolo, Intagli, manufatti architettonici, opere realizzate negli interni della chiesa della Circoncisione di Gesù del Collegio Gesuitico.
- XVI secolo, Balcone e Prospetto, manufatti architettonici, in collaborazione con il padre Giandomenico Gagini, Palazzo Gravina - Pace, ex casa Bonanno.[5]

Militello in Val di Catania
- XVI secolo, Cupolino e Lanterna presbiteriale, manufatto marmoreo, opera architettonica in collaborazione con il padre Giandomenico Gagini presente nella ex cappella del Santo Sepolcro della chiesa di Sant'Antonio di Padova.

### Enna e provincia
- 1594, Arco, manufatto marmoreo, opera in pietra alabastrina della Cappella Trigona presente nella cattedrale di Maria Santissima delle Vittorie di Piazza Armerina.

### Opere sparse
- 1589 - 1590, Sarcofago, manufatto marmoreo, collaborazione per la realizzazione del monumento funebre di Barbara d'Austria, opera custodita nella chiesa di San Michele del Gesù di Ferrara.[3]